# اکدام، الانیا
اکدام، الانیا (به لاتین: Akdam, Alanya) یک  Köy  در ترکیه است که در استان آنتالیا واقع شده‌است.